# Ignacja
Ignacja – żeński odpowiednik imienia Ignacy, które posiada nieustaloną do końca etymologię. Według najbardziej rozpowszechnionej teorii wywodzi się je od łacińskiego wyrazu ignis, oznaczającego „ogień”. Zachodzi jednak również podobieństwo między tym imieniem a nazwą łacińskiego rodu Egnacjuszów (Egnatii). Istnieją też hipotezy o etruskim pochodzeniu Ignacego.
Za bułgarski odpowiednik znaczeniowy może uchodzić współczesne bułgarskie imię Plamena.
Patronką imienia Ignacja jest Hiszpanka, św. Nazaria Ignacia March Mesa, kanonizowana w 2018 roku.
W Polsce jest to imię rzadkie. W styczniu 2024 r. w rejestrze PESEL, wśród publicznie dostępnych danych dotyczących osób żyjących, wykazano 47 kobiet o imieniu Ignacja nadanym jako imię pierwsze.
Ignacja imieniny obchodzi 6 lipca oraz w dni imienin Ignacego.

## Imię Ignacja w innych językach[6][1]
- łacina – Ignatia
- angielski – Ignatia, Iniga
- czeski – Ignácie, Ignáta
- hiszpański – Ignacia
- niemieckl – Ignatia
- słowacki – Ignácia
- węgierski – Ignácia.

## Kobiety noszące imię Ignacja
- Ignacja Piątkowska, polska poetka, pisarka, dramatopisarka, działaczka społeczna
- Maria Annuncjata, arcyksiężniczka austriacka, właśc. Maria Annunziata Adelheid Theresia Michaela Karoline Luise Pia Ignatia
- Maria Anna Mozart, właśc. Maria Anna Walburga Ignatia Mozart, zwana Nannerl, siostra Wolfganga Amadeusa Mozarta.